# Lamine Bangura
Lamine Bangura (ur. 18 kwietnia 1972, zm. 27 marca 2024 w Port Loko) – sierraleoński piłkarz występujący na pozycji obrońcy.

## Kariera klubowa
W swojej karierze Bangura występował między innymi w gwinejskim zespole Horoya AC, a także w drużynie ASEC Mimosas z Wybrzeża Kości Słoniowej.

## Kariera reprezentacyjna
W 1994 roku Bangura został powołany do reprezentacji Sierra Leone na Puchar Narodów Afryki, zakończony przez Sierra Leone na fazie grupowej. Zagrał na nim w meczu z Zambią (0:0).
W 1996 roku Bangura ponownie znalazł się w składzie na Puchar Narodów Afryki. Wystąpił na nim w spotkaniach z Burkina Faso (2:1) i Zambią (0:4), a Sierra Leone ponownie odpadło z turnieju po fazie grupowej.

## Śmierć
Lamine Bangura zmarł 26 marca 2024 w szpitalu Masiaka w Port Loko, w następstwie obrażeń których doznał dzień wcześniej w wypadku autokaru. 